# Futura
Futura是一款几何风格无衬线字型，由保罗·伦纳在1927年於鮑爾型鑄造廠設計的字體。受同时期包豪斯現代主義的影响，该字体拥有鲜明現代的几何造型，尤其字母“O”、“G”轮廓接近于正圆形环。該字型的前瞻性、現代與簡潔使他廣泛活躍在各種平面設計、出版品和標準字。電腦作業系統Windows和MacOS都將其內建於使用者的電腦中。

## 特色
保罗·伦纳在Futura的設計拒絕了大多數以前的無襯線設計，而採用了簡單的幾何形式：有接近完美的圓形，三角形和正方形。它近乎均勻的筆觸，使在空間上的對比度較低。

## 系列

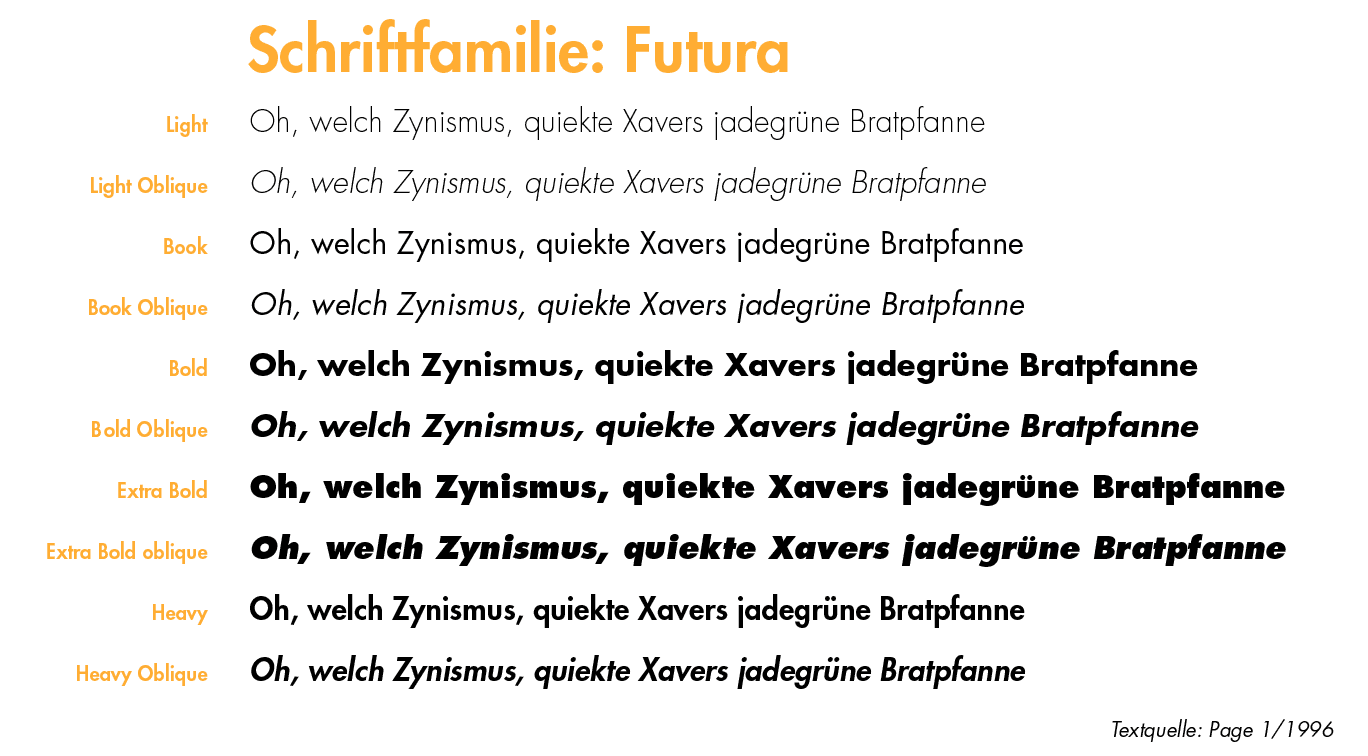
Futura字體家族

- light
- book
- medium
- demibold
- bold
- oblique light
- oblique medium
- oblique condensed
- bold condensed
- display
- black
- inline

## 應用
Futura至今在字體界的地位仍然舉足輕重，每天都用在標題、副標題或內文字體，作為印刷和網站字體等，也廣泛運用於廣告及標誌的基底字形（指通常會經過負責設計者後期的微調）。

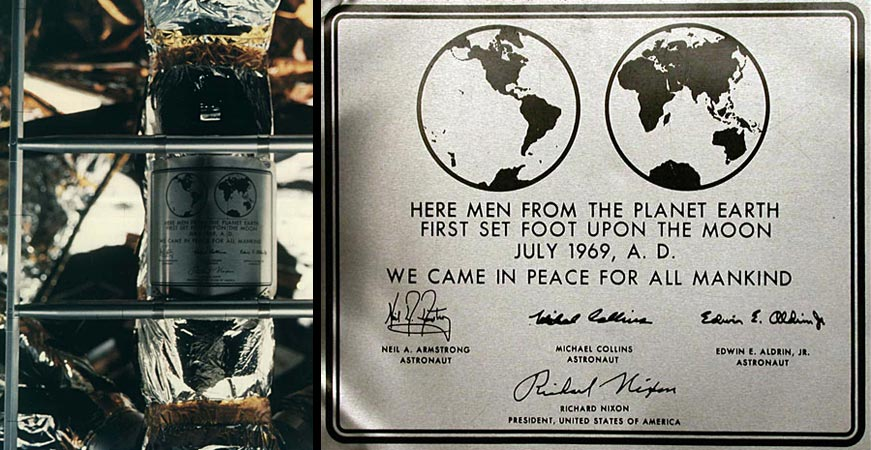
1969年7月留在月球上的紀念牌匾上的文字也使用Futura

另外運輸 (英文原名:Trasport)也是Futura重要的應用領域，因為它可以從遠處快速阅讀。它可以在汽車的儀錶板中廣泛找到 - 梅賽德斯-賓士是該字體的最多用戶之一。Futura在航空中廣泛用於儀表板和控制裝置的圖例，例如大多數波音客機在其駕駛艙控制裝置內都能發現用Futura的足跡。在阿波羅太空計劃期間，美國航空暨太空總署經常使用Futura在其圖表、技術文檔和航天器儀器標籤。

### 電影

Futura的"G"與正圓的空間差異

- 《1917》（2019）
- 《星際效應》（2014）
- 《地心引力》（2013）
- 《2001太空漫遊》（1968）

### 品牌標誌
- 路易威登
- 耐克
- Supreme
- 好市多
- 聯邦快遞
- 福斯新聞頻道
- 宜家家居（至2010年）[6]

### 鐵路指標
- 義大利國鐵 [7]

## 書籍
- FUTURA：THE TYPEFACE（2017）